# 품종보호심판위원회
품종보호심판위원회는 품종보호 출원을 신청한 자의 국립종자원의 처분에 대한 이의제기를 해결하기 위하여 설립된 대한민국 농림축산식품부 소속 행정위원회로 위원장을 포함한 8인 이내의 품종보호심판위원으로 구성되며 위원장은 농림축산식품부 장관이 임명한다. 또한 농림축산식품부 소속 공무원 중에서 장관이 임명하는 간사 1인을 두어 심판위원회의 사무를 처리한다.

## 관련 법률
- 식물신품종 보호법[2]

## 위원 자격
- 농림축산식품부·농촌진흥청 및 산림청의 4급이상의 일반직 국가공무원 또는 고위공무원단에 속하는 일반직공무원인 자
- 특허청의 4급이상 일반직 국가공무원 또는 고위공무원단에 속하는 일반직공무원중 특허청에서 2년이상 심사관으로 종사한 자
- 변호사 또는 변리사 자격이 있는 자

## 품종보호심판제도

### 품종보호심판위원회(1심) → 특허법원(2심) → 대법원(3심)
- 종자산업법에서는 품종보호의 고도의 전문성 및 국민의 권익보호 등을 고려하여 일반쟁송절차와 마찬가지로 3심 제도를 운영하면서도 전문성을 갖춘 심판위원에 의하여 신속하고 공정한 심판이 이루어지도록 하고 있다.
- 품종보호에 관한 심판과 재심을 관장할 품종보호심판위원회는 농림축산식품부에 설치하며, 심판은 3인의 심판위원으로 구성되는 합의체에서 행한다. 심사관의 결정에 불복이 있는 자는 품종보호심판위원회에 심판을 청구할 수 있다. * 심판의 종류는 거절결정에 대한 심판, 품종보호결정에 대한 무효심판이 있다.
- 품종보호심판위원회의 확정된 심결에 대하여 불복이 있는 자는 재심을 청구할 수 있다.
- 심결에 대한 소와 품종보호출원서, 심판청구서 또는 재심청구서의 보정각하 결정에 대한 소는 특허법원의 전속관할로 하고 있으며, 특허법원에 대한 소는 심결 또는 결정의 등본을 송달받은 날부터 30일이내에 제기하여야 한다.
- 특허법원의 판결에 대하여는 대법원에 상고할 수 있다.